# Alb-Donau-Kreis
Alb-Donau-Kreis – powiat w Niemczech, w kraju związkowym Badenia-Wirtembergia, w rejencji Tybinga, w regionie Donau-Iller. Stolicą powiatu jest miasto na prawach powiatu Ulm, które do powiatu nie należy. Powiat graniczy na północy z powiatami: Landkreis Göppingen i Landkreis Heidenheim, od wschodu z bawarskimi powiatami: Landkreis Günzburg i Landkreis Neu-Ulm, a także z Ulm, od południa z powiatem Landkreis Biberach, a na zachodzie z powiatem Landkreis Reutlingen.
31 grudnia 2022 roku powiat liczył 202 476 mieszkańców.

## Geografia
Północna część powiatu leży na Jurze Szwabskiej, południową zalicza się do Górnej Szwabii. Przez południową część przepływa z południowego zachodu na północny wschód Dunaj.

## Historia
Powiat Alb-Donau utworzono w wyniku reformy administracyjnej 1 stycznia 1973 z byłych powiatów Ehingen i Ulm oraz kilku gmin dawnych powiatów Biberach i Münsingen. Pozostałe gminy powiatu Ehingen przyłączono do powiatu Biberach, a jedną do powiatu Göppingen. Obejmuje 55 gmin, w tym 8 miast, przy czym Ehingen (Donau) ma status „Große Kreisstadt”. Powiat jest największy pod względem ilości gmin w Badenii-Wirtembergii. Największym miastem jest Ehingen, najmniejszą gminą zaś Emeringen.

## Transport
Przez powiat na krótkim odcinku biegnie autostrada A8 (Stuttgart – Ulm – Monachium). Spośród dróg krajowych przechodzą przez teren powiatu droga B10 (Stuttgart – Ulm), B28 (Reutlingen – Ulm) i B311 (Tuttlingen – Ulm).
Transport zbiorowy obsługuje stowarzyszenie firm transportowych DING. Cztery przechodzące przez powiat Alb-Donau linie kolejowe zbiegają się w Ulm. Są to (nazwy pochodzą od rzek, których dolinami przebiegają) Brenzbahn (w kierunku Heidenheim an der Brenz), Filsbahn (w kierunku Stuttgartu), Donautalbahn (w kierunku Donaueschingen) i Württembergische Südbahn (w kierunku Friedrichshafen). Oprócz tego istnieją odgałęzienia obsługujące miejscowości na terenie Jury.

## Media
Wydaje się gazetę Südwest Presse, ukazuje się również Ehinger Tagblatt na bazie Südwest Presse.

## Podział administracyjny
W skład powiatu Alb-Donau-Kreis wchodzi:
- dziewięć gmin miejskich (Stadt)[1]
- 46 (pozostałych) gmin (Gemeinde)[1]
- cztery wspólnoty administracyjne (Vereinbarte Verwaltungsgemeinschaft)
- sześć związków gmin (Gemeindeverwaltungsverband)

Gminy miejskie:
| Lp. | Nazwa miasta    | Ludność (31 grudnia 2022) | Powierzchnia km² |
| --- | --------------- | ------------------------- | ---------------- |
| 1   | Blaubeuren      | 12 665                    | 79,11            |
| 2   | Blaustein       | 16 667                    | 55,61            |
| 3   | Dietenheim      | 7003                      | 18,75            |
| 4   | Ehingen (Donau) | 27 276                    | 178,33           |
| 5   | Erbach          | 13 859                    | 63,29            |
| 6   | Laichingen      | 12 250                    | 69,83            |
| 7   | Langenau        | 15 633                    | 75,03            |
| 8   | Munderkingen    | 5380                      | 13,07            |
| 9   | Schelklingen    | 6959                      | 75,87            |

Gminy wiejskie:
| Lp. | Nazwa gminy      | Ludność (31 grudnia 2022) | Powierzchnia km² |
| --- | ---------------- | ------------------------- | ---------------- |
| 1   | Allmendingen     | 4717                      | 45,87            |
| 2   | Altheim          | 591                       | 7,80             |
| 3   | Altheim (Alb)    | 1741                      | 25,77            |
| 4   | Amstetten        | 4166                      | 49,80            |
| 5   | Asselfingen      | 1034                      | 12,86            |
| 6   | Ballendorf       | 688                       | 14,21            |
| 7   | Balzheim         | 2141                      | 17,58            |
| 8   | Beimerstetten    | 2555                      | 14,33            |
| 9   | Berghülen        | 2076                      | 26,13            |
| 10  | Bernstadt        | 2302                      | 13,95            |
| 11  | Börslingen       | 183                       | 6,29             |
| 12  | Breitingen       | 368                       | 2,89             |
| 13  | Dornstadt        | 9309                      | 59,24            |
| 14  | Emeringen        | 167                       | 7,52             |
| 15  | Emerkingen       | 856                       | 7,40             |
| 16  | Griesingen       | 1054                      | 8,16             |
| 17  | Grundsheim       | 214                       | 3,70             |
| 18  | Hausen am Bussen | 280                       | 3,52             |
| 19  | Heroldstatt      | 2928                      | 22,58            |
| 20  | Holzkirch        | 277                       | 8,14             |
| 21  | Hüttisheim       | 1541                      | 10,35            |
| 22  | Illerkirchberg   | 4989                      | 11,45            |
| 23  | Illerrieden      | 3375                      | 18,17            |
| 24  | Lauterach        | 621                       | 13,77            |
| 25  | Lonsee           | 5157                      | 43,32            |
| 26  | Merklingen       | 2085                      | 21,31            |
| 27  | Neenstetten      | 842                       | 8,30             |
| 28  | Nellingen        | 2114                      | 35,78            |
| 29  | Nerenstetten     | 361                       | 6,09             |
| 30  | Oberdischingen   | 2274                      | 8,84             |
| 31  | Obermarchtal     | 1315                      | 26,59            |
| 32  | Oberstadion      | 1635                      | 15,80            |
| 33  | Öllingen         | 587                       | 8,09             |
| 34  | Öpfingen         | 2358                      | 8,88             |
| 35  | Rammingen        | 1363                      | 14,04            |
| 36  | Rechtenstein     | 308                       | 3,77             |
| 37  | Rottenacker      | 2238                      | 10,29            |
| 38  | Schnürpflingen   | 1432                      | 10,71            |
| 39  | Setzingen        | 727                       | 8,42             |
| 40  | Staig            | 3289                      | 17,74            |
| 41  | Untermarchtal    | 878                       | 5,61             |
| 42  | Unterstadion     | 792                       | 8,84             |
| 43  | Unterwachingen   | 199                       | 2,60             |
| 44  | Weidenstetten    | 1408                      | 17,21            |
| 45  | Westerheim       | 3021                      | 22,93            |
| 46  | Westerstetten    | 2228                      | 13,09            |

Wspólnoty administracyjne:
| Lp. | Nazwa wspólnoty administracyjnej | Ludność (31 grudnia 2022) | Powierzchnia km² | Liczba gmin |
| --- | -------------------------------- | ------------------------- | ---------------- | ----------- |
| 1   | Allmendingen                     | 5.308                     | 53,70            | 2           |
| 2   | Blaubeuren                       | 14.741                    | 108,28           | 2           |
| 3   | Dornstadt                        | 14.092                    | 86,66            | 3           |
| 4   | Ehingen (Donau)                  | 32.962                    | 204,28           | 4           |

Związki gmin:
| Lp. | Nazwa związku gmin    | Ludność (31 grudnia 2022) | Powierzchnia km² | Liczba gmin |
| --- | --------------------- | ------------------------- | ---------------- | ----------- |
| 1   | Dietenheim            | 12.519                    | 54,51            | 3           |
| 2   | Kirchberg-Weihungstal | 11.251                    | 50,15            | 4           |
| 3   | Laichinger Alb        | 22.398                    | 171,67           | 5           |
| 4   | Langenau              | 27.514                    | 221,26           | 14          |
| 5   | Lonsee-Amstetten      | 9.323                     | 93,12            | 2           |
| 6   | Munderkingen          | 14.883                    | 122,51           | 13          |